# Alseodaphne marlipoensis
Alseodaphne marlipoensis (H.W.Li) H.W.Li – gatunek rośliny z rodziny wawrzynowatych (Lauraceae Juss.). Występuje naturalnie w południowych Chinach – w południow0-wschodniej części Junnanu.

## Morfologia
PokrójZimozielone drzewo dorastające do 12 m wysokości. Gałęzie są nagie.
LiścieNaprzemianległe. Mają kształt od podłużnego do podłużnie lancetowatego. Mierzą 6–14 cm długości oraz 2,5–4 cm szerokości. Od spodu są lekko owłosione i zielonobiaławe. Nasada liścia jest klinowa. Blaszka liściowa jest zawinięta na brzegu, o krótko spiczastym wierzchołku. Ogonek liściowy jest mniej lub bardziej owłosiony i dorasta do 5–20 mm długości.
KwiatySą niepozorne, zebrane w wiechy, rozwijają się w kątach pędów. Kwiatostan osiąga 11–18 cm długości.

## Biologia i ekologia
Rośnie w wiecznie zielonych lasach. Występuje na wysokości powyżej 1300 m n.p.m.